# Headhunter (groupe)
Pour les articles homonymes, voir Headhunter.
Headhunter est un groupe allemand de thrash metal. Ils enregistrent et publient leur premier album studio, Parody of Life, en 1990. Le groupe se sépare en 1996 et revient en 2007. Depuis 2008, le groupe ne donne plus aucun signe d'activité.

## Biographie
Headhunter est formé en 1989 par Schmier après son renvoi du groupe Destruction. Il formera aussitôt le groupe avec Uwe « Schmuddel » Hoffmann et Alex Holzwarth (Sieges Even, Rhapsody of Fire). Ils enregistrent ensuite leur premier album studio, Parody of Life, mais Holzwarth quitte le groupe avant que l'album ne soit fini. Il est alors remplacé par Jörg Michael. En 1990, leur album est publié au label Virgin Records. 
En 1991, ils se lancent ensemble dans une tournée japonaise et publient l'année suivante, en 1992, leur deuxième album, A Bizarre Garden Accident. En 1993, Hoffmann est blessé lors d'un accident de voiture, ce qui ralentit considérablement l'activité du groupe. Un an plus tard, en 1994, Headhunter publie son troisième album intitulé Rebirth. Des difficultés financières et un manque de motivation les mèneront à se faire renvoyer de leur label et à se séparer vers 1995-1996.
En 2007, AFM Records rachète les droits des albums du groupe. En août 2007, Headhunter se reforme et annonce un nouvel album intitulé Parasite of Society prévu pour avril 2008,. En avril 2008, le groupe publie une reprise de la chanson 18 and Life de Skid Row sur leur page MySpace. En 2008, le groupe participe au Wacken Open Air. Depuis 2008, le groupe ne donne plus signe d'activité.

## Discographie
- 1990 : Parody of Life
- 1992 : A Bizarre Gardening Accident
- 1994 : Rebirth
- 2008 : Parasite Of Society

## Membres
- Jörg Michael - batterie (1989–1996, 2007–2008)
- Schmier - Basse, chant (Destruction) (1989–1996, 2007–2008)
- Schmuddel - guitares, chœurs (1989–1996, 2007–2008)